# Lemahabang (Lemahabang)
Lemahabang is een bestuurslaag in het regentschap Karawang van de provincie West-Java, Indonesië. Lemahabang telt 8860 inwoners (volkstelling 2010).